# Марк Бержевен
Марк Бержевен (фр. Marc Bergevin, нар. 11 серпня 1965, Монреаль) — колишній канадський хокеїст, що грав на позиції захисника. Грав за збірну команду Канади.
Володар Кубка Стенлі. Провів понад тисячу матчів у Національній хокейній лізі. 

## Ігрова кар'єра
Хокейну кар'єру розпочав 1982 року в ГЮХЛК.
1983 року був обраний на драфті НХЛ під 59-м загальним номером командою «Чикаго Блекгокс». 
Протягом професійної клубної ігрової кар'єри, що тривала 21 років, захищав кольори команд «Чикаго Блекгокс», «Нью-Йорк Айлендерс», «Гартфорд Вейлерс», «Тампа-Бей Лайтнінг», «Детройт Ред-Вінгс», «Сент-Луїс Блюз», «Піттсбург Пінгвінс» та «Ванкувер Канакс».
Загалом провів 1271 матч у НХЛ, включаючи 80 ігор плей-оф Кубка Стенлі.
Виступав за збірну Канади.

## Тренерська кар'єра
Після завершення кар'єри гравця певний час працював скаутом клубу «Чикаго Блекгокс» у 2008 став асистентом головного тренера, а в 2010 став переможцем Кубка Стенлі, як тренер.   
2 травня 2012 став генеральним менеджером та віце-президентом клубу «Монреаль Канадієнс» повністю змінивши весь тренерський штаб, скаута та інших. У сезоні 2013/14 посів друге місце серед клубних менеджерів НХЛ.

## Нагороди та досягнення
- Володар Кубка Колдера в складі «Спрингфілд Індіанс» — 1990, 1991.
- Чемпіон світу 1994 року в складі збірної Канади.

## Статистика
| Сезон        | Клуб                         | Ліга         | Регулярний сезон | Регулярний сезон | Регулярний сезон | Регулярний сезон | Регулярний сезон | Плей-оф | Плей-оф | Плей-оф | Плей-оф | Плей-оф |
| Сезон        | Клуб                         | Ліга         | І                | Г                | П                | О                | ШХ               | І       | Г       | П       | О       | ШХ      |
| ------------ | ---------------------------- | ------------ | ---------------- | ---------------- | ---------------- | ---------------- | ---------------- | ------- | ------- | ------- | ------- | ------- |
| 1982–83      | «Шікутімі Сагенес»           | ГЮХЛК        | 64               | 3                | 27               | 30               | 113              | 5       | 0       | 0       | 0       | 26      |
| 1983–84      | «Шікутімі Сагенес»           | ГЮХЛК        | 70               | 10               | 35               | 45               | 125              | —       | —       | —       | —       | —       |
| 1983–84      | «Спрингфілд Індіанс»         | АХЛ          | 7                | 0                | 1                | 1                | 2                | 4       | 0       | 0       | 0       | 0       |
| 1984–85      | «Шікутімі Сагенес»           | ГЮХЛК        | 2                | 0                | 1                | 1                | 4                | —       | —       | —       | —       | —       |
| 1984–85      | «Чикаго Блек Гокс»           | НХЛ          | 60               | 0                | 6                | 6                | 54               | 6       | 0       | 3       | 3       | 2       |
| 1985–86      | «Чикаго Блек Гокс»           | НХЛ          | 71               | 7                | 7                | 14               | 60               | 3       | 0       | 0       | 0       | 0       |
| 1986–87      | «Чикаго Блекгокс»            | НХЛ          | 66               | 4                | 10               | 14               | 66               | 3       | 1       | 0       | 1       | 2       |
| 1987–88      | «Чикаго Блекгокс»            | НХЛ          | 58               | 1                | 6                | 7                | 85               | —       | —       | —       | —       | —       |
| 1987–88      | «Сагіноу Гокс»               | ІХЛ          | 10               | 2                | 7                | 9                | 20               | —       | —       | —       | —       | —       |
| 1988–89      | «Чикаго Блекгокс»            | НХЛ          | 11               | 0                | 0                | 0                | 18               | —       | —       | —       | —       | —       |
| 1988–89      | «Нью-Йорк Айлендерс»         | НХЛ          | 58               | 2                | 13               | 15               | 62               | —       | —       | —       | —       | —       |
| 1989–90      | «Спрингфілд Індіанс»         | АХЛ          | 47               | 7                | 16               | 23               | 66               | 17      | 2       | 11      | 13      | 16      |
| 1989–90      | «Нью-Йорк Айлендерс»         | НХЛ          | 18               | 0                | 4                | 4                | 30               | 1       | 0       | 0       | 0       | 2       |
| 1990–91      | «Кепітал Дістрікт Айлендерс» | АХЛ          | 7                | 0                | 5                | 5                | 6                | —       | —       | —       | —       | —       |
| 1990–91      | «Гартфорд Вейлерс»           | НХЛ          | 4                | 0                | 0                | 0                | 4                | —       | —       | —       | —       | —       |
| 1990–91      | «Спрингфілд Індіанс»         | АХЛ          | 58               | 4                | 23               | 27               | 85               | 18      | 0       | 7       | 7       | 26      |
| 1991–92      | «Гартфорд Вейлерс»           | НХЛ          | 75               | 7                | 17               | 24               | 64               | 5       | 0       | 0       | 0       | 2       |
| 1992–93      | «Тампа-Бей Лайтнінг»         | НХЛ          | 78               | 2                | 12               | 14               | 66               | —       | —       | —       | —       | —       |
| 1993–94      | «Тампа-Бей Лайтнінг»         | НХЛ          | 83               | 1                | 15               | 16               | 87               | —       | —       | —       | —       | —       |
| 1994–95      | «Тампа-Бей Лайтнінг»         | НХЛ          | 44               | 2                | 4                | 6                | 51               | —       | —       | —       | —       | —       |
| 1995–96      | «Детройт Ред-Вінгс»          | НХЛ          | 70               | 1                | 9                | 10               | 33               | 17      | 1       | 0       | 1       | 14      |
| 1996–97      | «Сент-Луїс Блюз»             | НХЛ          | 82               | 0                | 4                | 4                | 53               | 6       | 1       | 0       | 1       | 8       |
| 1997–98      | «Сент-Луїс Блюз»             | НХЛ          | 81               | 3                | 7                | 10               | 90               | 10      | 0       | 1       | 1       | 8       |
| 1998–99      | «Сент-Луїс Блюз»             | НХЛ          | 52               | 1                | 1                | 2                | 99               | —       | —       | —       | —       | —       |
| 1999–00      | «Сент-Луїс Блюз»             | НХЛ          | 81               | 1                | 8                | 9                | 75               | 7       | 0       | 1       | 1       | 6       |
| 2000–01      | «Сент-Луїс Блюз»             | НХЛ          | 2                | 0                | 0                | 0                | 0                | —       | —       | —       | —       | —       |
| 2000–01      | «Піттсбург Пінгвінс»         | НХЛ          | 36               | 1                | 4                | 5                | 26               | 12      | 0       | 1       | 1       | 2       |
| 2001–02      | «Сент-Луїс Блюз»             | НХЛ          | 30               | 0                | 3                | 3                | 2                | 7       | 0       | 0       | 0       | 4       |
| 2001–02      | «Вустер АйсКетс»             | АХЛ          | 2                | 0                | 0                | 0                | 0                | —       | —       | —       | —       | —       |
| 2002–03      | «Піттсбург Пінгвінс»         | НХЛ          | 69               | 2                | 5                | 7                | 36               | —       | —       | —       | —       | —       |
| 2002–03      | «Тампа-Бей Лайтнінг»         | НХЛ          | 1                | 0                | 0                | 0                | 0                | —       | —       | —       | —       | —       |
| 2003–04      | «Піттсбург Пінгвінс»         | НХЛ          | 52               | 1                | 8                | 9                | 27               | —       | —       | —       | —       | —       |
| 2003–04      | «Ванкувер Канакс»            | НХЛ          | 9                | 0                | 2                | 2                | 2                | 3       | 0       | 0       | 0       | 2       |
| Усього в НХЛ | Усього в НХЛ                 | Усього в НХЛ | 1191             | 36               | 145              | 181              | 1090             | 80      | 3       | 6       | 9       | 52      |